# Anton Mayer (Umweltaktivist)
Anton Mayer (* 1925 in Oberhofen, heute Ortsteil von Riedenburg; † 2010) war ein Landwirt, Gastwirt, Heimatkundler, Schriftsteller und Umweltaktivist gegen die Zerstörung des Altmühltals durch den Main-Donau-Kanal.

## Leben und Wirken
Fast 20 Jahre lang setzte sich Mayer für den Erhalt seiner Heimat gegen die RMD-Gesellschaft ein. In Riedenburg gründete er 1972 den Verein „Freunde des Altmühltals“ und im August 1978 gründete er zusammen mit seinem Freund Erich Kügel aus Prunn und dem Rechtsanwalt Christian Kopf die Bürgerinitiative „Rettet das Altmühltal“, um seine Heimat vor den Eingriffen durch den Kanalbau zu schützen. Er sah sich dabei oft Anfeindungen ausgesetzt, da das Projekt von der einheimischen Bevölkerung begrüßt oder hingenommen wurde. Sein Engagement und sein Verein machten den Widerstand im Altmühltal bundesweit bekannt und 1982 wurden die Bauarbeiten sogar mehrere Wochen eingestellt. Mayers Bürgerinitiative etablierte im Altmühltal „eine unerhörte und daher für die Presse interessante Protestkultur gegen die Staatsregierung und das Großprojekt Rhein-Main-Donau“.
1977 warf er Hubert Weinzierl (Bund-Naturschutz-Vorsitzender) vor, den Kanalbau leichtfertig hingenommen zu haben, woraufhin auch Weinzierl für eine Beendigung des Projekts eintrat und den Kanal-Widerstand unterstützte. Mayer meinte, „dass man es dieser Landschaft schuldig sei, ihre Zerstörung nicht einfach hinzunehmen.“
Mayer und seine Unterstützer konnten den „Heimatmord“ nicht verhindern, aber viele Ausgleichsmaßnahmen für Fauna und Flora durchsetzen. 1989 bezeichnete er das Altmühltal resigniert als „das Tal der Umweltschande“ wo einst „eine Traumlandschaft war“.
1992 mahnte Mayer auf eine Großkundgebung gegen den Ausbau der Donau die Landwirte, der RMD zu misstrauen und keinesfalls an sie Land zu verkaufen.
Sein Fazit:

„Ich hab damit nicht gerechnet, dass die Menschen hier im Tal den Kanal wollen. Ich hab gmeint, die wollen ihn nicht. Für mich war der Preis, dass ich einfach alle Freunde verloren hab, dass man mich zum Außenseiter (und Spinner) degradiert hat. ... Ich hab das alles ertragen, andere haben es nicht ertragen. ... Ich würde mich schämen, wenn ich es nicht getan hätte.“

## Werke
- Verloren – aber nicht vergessen: der Kampf ums Altmühltal; Erinnerungen an den Kanalbau und die Zeit davor sowie an den aussichtslosen Widerstand einer kleinen Gruppe von Bürgern, die aus Heimatliebe gegen Windmühlenflügel kämpfte[11]. Oberhofen 2001, ISBN 978-3-00-005712-0
- Das Schloss auf dem Berg – Geschichte und Geschichten von Eggersberg und dem Schloss, von Altmühlmünster und Flügelsberg und „Mei Erlehm im Hoiz“ im Dialekt. Oberhofen 2009, ISBN 978-3-9810492-5-1[12]

## Dokumentation
- 1995: Meier[13], Mayer[14], Mittermeier[15] – Meier stoppte den WAA-Bau, Mayer konnte den Kanal-Bau nicht stoppen, Mittermeier will den Donau-Ausbau verhindern – drei Bauern im Betonmischer-Grand. (RB/ARD, 45-Minuten-Feature aus der Reihe: Unter deutschen Dächern, Helge Cramer Filmproduktion)[16]